# Hacelia attenuata
Hacelia attenuata, conosciuta comunemente come stella arancio, è una stella marina della famiglia Ophidiasteridae.

## Habitat e distribuzione
Reperibile su fondale duro, coralligeno, da 3 a 150 metri di profondità, normalmente sotto i 10, spesso in grotta. Essendo una specie termofila tende ad essere poco diffusa nel Mar Mediterraneo settentrionale, più frequente nel Mar Adriatico meridionale, nel Mar di Marmara e nel Mare Egeo.

## Descrizione
Braccia lunghe, coniche, tozze alla base, corpo centrale piccolo, di colore arancio da giovani e man mano tendenti al rosso acceso.

Fino a 30 centimetri di diametro.

## Comportamento
Specie termofila e sciafila.

## Alimentazione
Si nutre di spugne.